# Skiløb. Holmenkollen.
|  | Denne artikel er oprettet af botten PalnaBot ud fra en ekstern database. Den kan derfor have sproglige fejl eller mangler. Denne skabelon kan fjernes efter kontrol af indholdet. |

Skiløb. Holmenkollen. er en film instrueret af Peter Elfelt.

## Handling
Kong Haakon og Dronning Maud. Holmenkollen.